# Lensia challengeri
Lensia challengeri är en nässeldjursart som beskrevs av Totton 1954. Lensia challengeri ingår i släktet Lensia och familjen Diphyidae. Inga underarter finns listade i Catalogue of Life.